# Phragmocalosphaeria piskorzii
Phragmocalosphaeria piskorzii är en svampart som beskrevs av Petr. 1923. Phragmocalosphaeria piskorzii ingår i släktet Phragmocalosphaeria och familjen Calosphaeriaceae.   Inga underarter finns listade i Catalogue of Life.